# Willy A. Fiedler

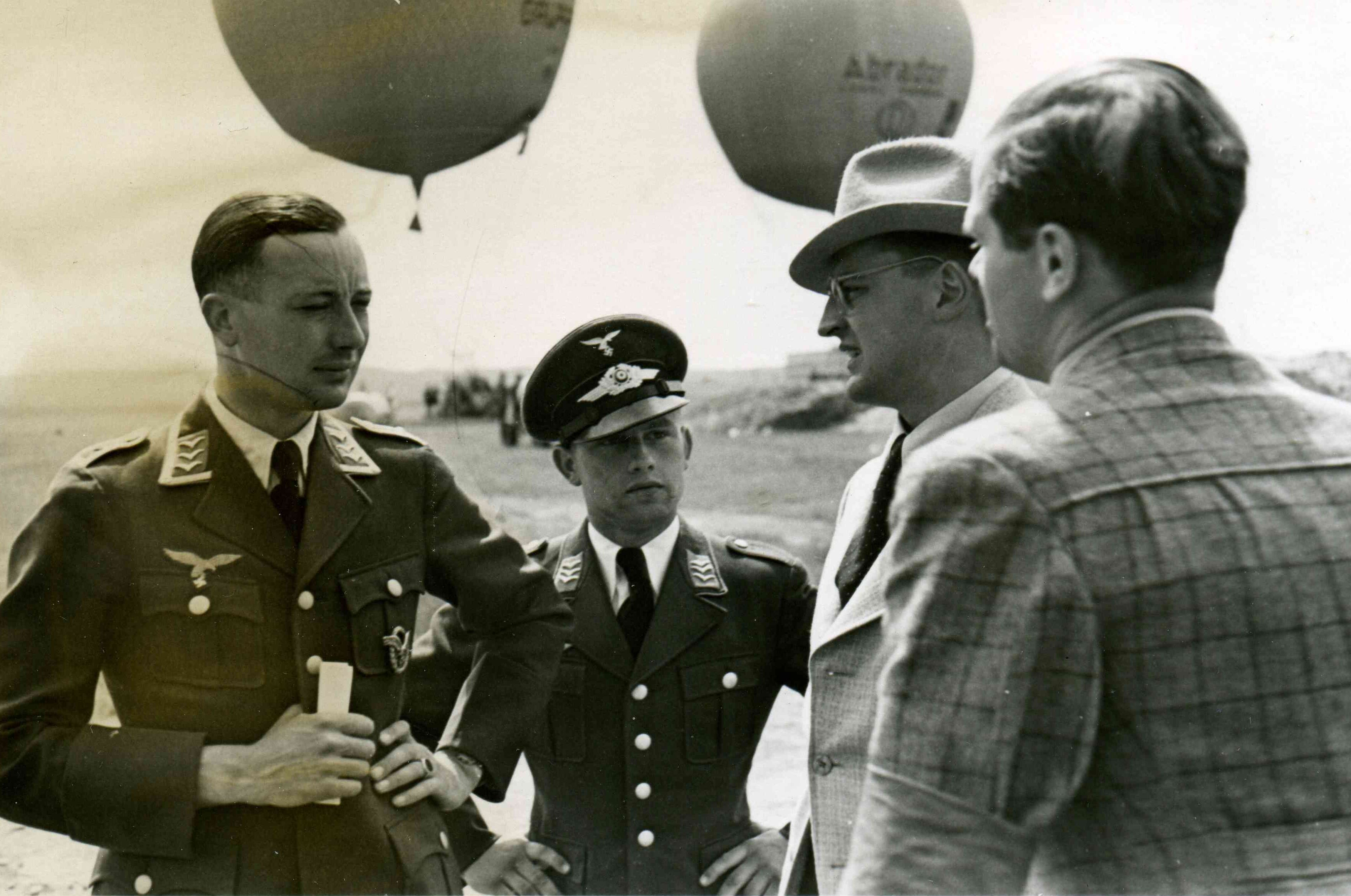
Fiedler (2. von rechts) auf dem Großflugtag Kassel-Waldau 1938

Willy Achim Fiedler (* 23. Januar 1908 in Freudenstadt, Schwarzwald; † 17. Januar 1998 in Los Altos Hills, Kalifornien) war ein deutschamerikanischer Raketenexperte (Konstrukteur und Testpilot).

## Leben
Der Sohn eines Fotografen legte 1926 das Abitur ab und schloss 1932 sein Studium an der Technischen Hochschule Stuttgart als Diplom-Ingenieur ab. Zwischenzeitlich erlernte er 1928 auf der Wasserkuppe das Segelfliegen und absolvierte 1930 bei der Akaflieg Stuttgart einen Motorfluglehrgang. Gemeinsam mit Erich Bachem nahm er an Segelflugwettbewerben in der Rhön teil.
Seine berufliche Laufbahn begann er 1934 als Diplom-Ingenieur in Stuttgart. Bei der Ruhrtaler Maschinenfabrik Schwarz & Dyckerhoff GmbH, die Bachems Schwiegervater gehörte, entwarf er den Hochdecker Ru 3. Danach absolvierte er 1936 bei der British Aircraft in Feltham ein Projektstudium und ging 1937 zur Deutschen Versuchsanstalt für Luftfahrt nach Berlin. Etwa Mitte der 1930er Jahre absolvierte Fiedler eine Ausbildung zum „Flugbaumeister“, einem neugeschaffenen Beruf, der die Arbeit in Versuchsprogrammen von Industrie und Staat unter anderem als Testpilot vorsah und die er 1937 abschloss. 1938 wurde er Leiter der Mustererprobung bei den Fieseler-Werken in Kassel und 1940 Chefpilot. Am 9. Juli 1941 führte er in Kassel-Waldau den Erstflug mit der Fi 256 V1 durch. 1942 erhielt er den Titel Flugkapitän.
Im Zweiten Weltkrieg war er in Peenemünde maßgeblich an der Entwicklung der deutschen „Vergeltungswaffe“ V1 beteiligt und war ab 1944 Projektleiter für die Entwicklung der bemannten Flugbombe Fi 103 Re, die er auch selbst flog. Die von ihm geleitete Abteilung in Berlin-Schönefeld nannte sich Segelflug Reichenberg GmbH. In kürzester Zeit entstand die einsitzige Fi 103 Re 1. Die Erprobung wurde von verschiedenen Piloten wie Heinz Kensche und Hanna Reitsch übernommen.
1942 war er Mitbegründer der Bachem-Werke und 1944 entwickelte er zusammen mit Erich Bachem, nach einer Idee von Wernher von Braun von 1939, die Natter. Am 1. September 1944 wurde er mit dem Ritterkreuz des Kriegsverdienstkreuzes (mit Schwertern) dekoriert.
Nach Kriegsende eröffnete Fiedler 1946 in Nabern ein Ingenieursbüro. 1948 wanderte er mit seiner vierköpfigen Familie in die USA aus, um am United States Naval Missile Test Center in Point Mugu in der Raketenentwicklung zu arbeiten, zunächst zusammen mit Robert Lusser an der Republic-Ford JB-2 (Loon). Er diente als Berater bei der Regulus und der SM-62 Snark von Northrop.
Im Sommer 1955 besuchte er mit seinem Freund Sydney Sharp eine militärisch-industrielle Konferenz, bei der die US-Navy ankündigte, größere U-Boote bauen zu wollen, von denen gelenkte Raketen gestartet werden können. Das Thema, wie diese unter Wasser gestartet werden könnten, war noch nicht durchdacht. Fiedler schlug vor, sie mit Pressluft aus den Röhren zu schießen und danach die Raketenmotoren zu starten. 1956 wurde er von der Firma Lockheed engagiert, die gerade den Entwicklungsauftrag für die Mittelstreckenrakete Polaris erhalten hatten. Er arbeitete dort in der neu gegründeten Raketen- und Raumfahrtabteilung in Sunnyvale, wurde 1958 Chef-Wissenschaftler und half bei der Entwicklung der Polaris, Poseidon und Trident. 1973 ging er in den Ruhestand.
Verheiratet war er von 1937 bis zu ihrem Tod mit Greta E. Fiedler, geborene Lange (* 16. Juni 1914; † 22. August 1993, Töchter: Petra, Monika und Karen). In zweiter Ehe heiratete er Monica Lambrecht, Tochter von Herbert Wagner. Seine Aufzeichnungen ab 1933 lagern in den Hoover Institution Archives der Stanford University.